# Бернская конвенция (1906)
Бернская конвенция 1906 года — международный договор, подписанный в Берне (Швейцария), запрещающий использовать белый (жёлтый) фосфор в производстве спичек. Договор также запрещал импорт и продажу таких спичек.
Причиной подписания договора стали серьёзные заболевания (такие как «фосфорная челюсть»), от которых страдали работники, занятые в производстве спичек. В 1925 году 
Эдвард Фелан, будущий директор Международной организации труда (МОТ) заявил, что «у истоков МОТ была Бернская конвенция 1906 года»..